# Sclerobia albilinea
Sclerobia albilinea är en fjärilsart som beskrevs av Joannis 1927. Sclerobia albilinea ingår i släktet Sclerobia och familjen mott. Inga underarter finns listade i Catalogue of Life.